# LinkedIn
LinkedIn (Aussprache [ˌliŋkt.ˈɪn]) mit Sitz in Sunnyvale, Kalifornien, USA, ist ein soziales Netzwerk zur Pflege bestehender Geschäftskontakte und zum Knüpfen von neuen geschäftlichen Verbindungen. LinkedIn ist in 26 Sprachen verfügbar und hat über 930 Millionen Anwender in 200 Ländern und Regionen. Mit Stand 2023 wird LinkedIn in den USA von 202 Millionen Personen genutzt, in Europa von 156 Millionen Nutzern, in Indien von 105 Millionen Personen und in Brasilien 65 Millionen. Seit 8. Dezember 2016 gehört das Unternehmen zum Microsoft-Konzern.

## Geschichte

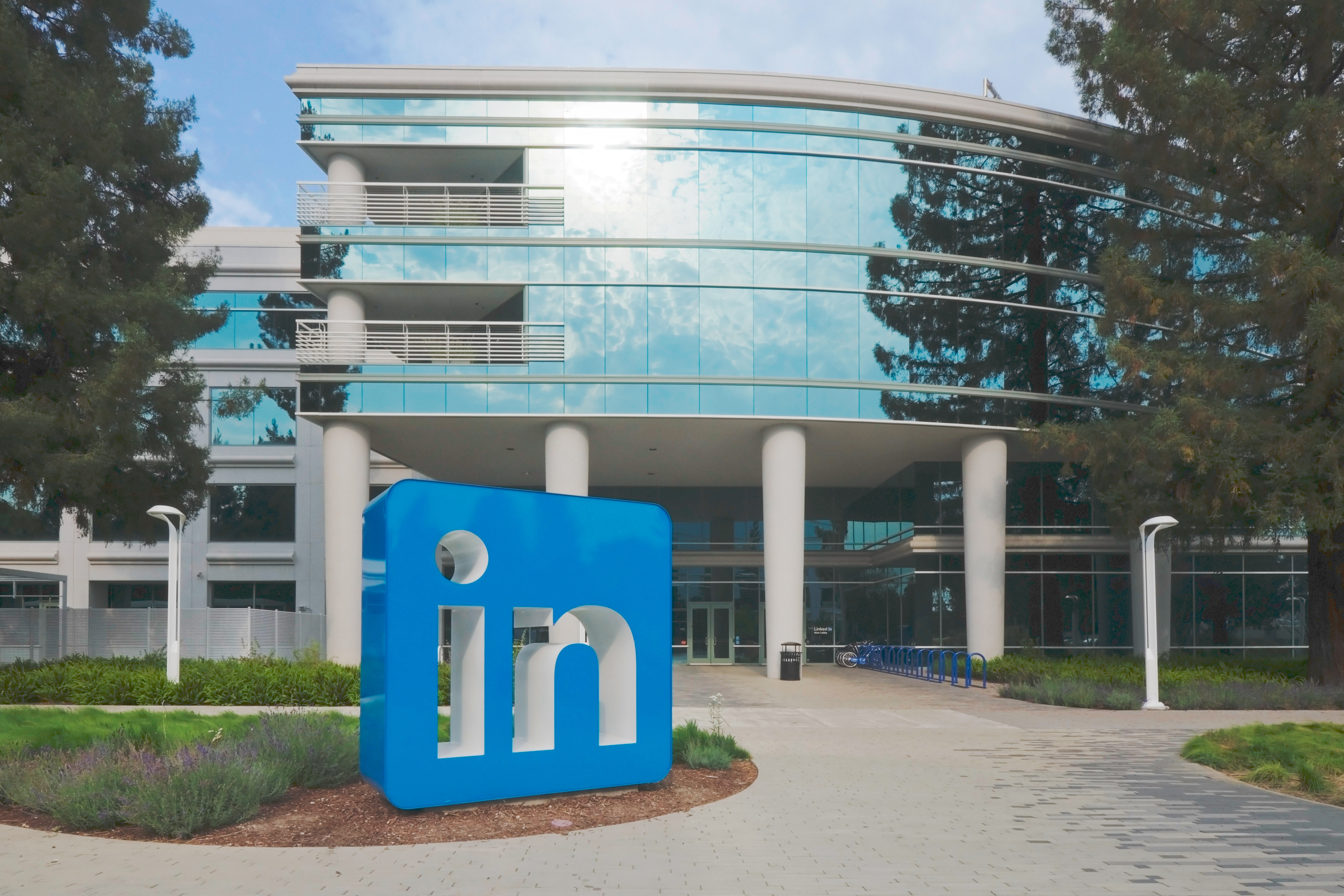
LinkedIn-Zentrale in Sunnyvale, Kalifornien (2017)

LinkedIn wurde am 28. Dezember 2002 in Mountain View (Kalifornien) von Reid Hoffman, Allen Blue, Konstantin Guericke, Eric Ly und Jean-Luc Vaillant gegründet. Dies wurde am 5. Mai 2003 veröffentlicht. Im Januar 2014 lag LinkedIn in den USA auf Rang 8 der meistbesuchten Webseiten und weltweit auf Rang 12. Seit dem 4. Februar 2009 ist das Netzwerk auch in deutscher Sprache verfügbar.
Im Januar 2011 kündigte das US-Unternehmen den Gang an die Börse an. Am 19. Mai 2011 wurde die Aktie zum ersten Mal an der Börse gehandelt. Die Kapitalisierung zum Ausgabepreis war 4,3 Milliarden Dollar; die Marktkapitalisierung stieg dann in wenigen Minuten bis auf 8,5 Milliarden Dollar.
Microsoft gab am 13. Juni 2016 ein Angebot ab, LinkedIn für einen Kaufpreis von 26,2 Milliarden US-Dollar zu übernehmen. Dies gab die EU-Wettbewerbsbehörde Anfang Dezember 2016 frei unter der Auflage, dass konkurrierende Netzwerke, insbesondere XING, fünf Jahre lang gleichen Zugang auf Microsofts Betriebssysteme bekommen. Die Übernahme wurde am 8. Dezember 2016 abgeschlossen.
Ende Juli 2020 verkündete LinkedIn die Entlassung von etwa 1000 Mitarbeitern. Auslöser der Kündigungen war die Corona-Pandemie und der damit verbundene wirtschaftliche Abschwung.
LinkedIn hatte nach eigenen Angaben im Jahr 2018 weltweit über eine halbe Milliarde Nutzer. Im Januar 2021 hatte LinkedIn nach eigenen Angaben 16 Millionen Nutzer in Deutschland, Österreich und der Schweiz. Im April 2022 waren es 18 Millionen, im Mai 2023 dann 20 Millionen.
Mittlerweile kann LinkedIn in 26 verschiedenen Sprachen genutzt werden. Dafür sorgen 20.000 Mitarbeiter in 36 verschiedenen Standorten auf der ganzen Welt.

## Akquisitionen
LinkedIn hat in den vergangenen Jahren einige Unternehmensaufkäufe und in einem Fall die Übernahme einer Anwendung getätigt.
| Unternehmen               | Land   | Übernommen für  | Übernommen | Quelle |
| ------------------------- | ------ | --------------- | ---------- | ------ |
| mspoke                    | USA    | 0,6 Millionen   | 2010       | [ 18 ] |
| ChoiceVendor              | USA    | 3,9 Millionen   | 2010       | [ 19 ] |
| CardMunch                 | USA    | 1,7 Millionen   | 2011       | [ 20 ] |
| Connected                 | USA    | –               | 2011       | [ 21 ] |
| IndexTank                 | USA    | –               | 2011       | [ 22 ] |
| Rapportive                | USA    | 15 Millionen    | 2012       | [ 23 ] |
| SlideShare                | USA    | 119 Millionen   | 2012       | [ 24 ] |
| Pulse (von Alphonso Labs) | USA    | 90 Millionen    | 2013       | [ 25 ] |
| Bright.com                | USA    | 120 Millionen   | 2014       | [ 26 ] |
| Newsle                    | USA    | –               | 2014       | [ 27 ] |
| Bizo                      | USA    | 175 Millionen   | 2014       | [ 28 ] |
| Careerify                 | Kanada | –               | 2015       | [ 29 ] |
| Refresh.io                | USA    | –               | 2015       | [ 30 ] |
| Lynda.com                 | USA    | 1,5 Milliarden  | 2015       | [ 31 ] |
| Fliptop                   | USA    | –               | 2015       | [ 32 ] |
| Connectifier              | USA    | –               | 2016       | [ 33 ] |
| PointDrive                | USA    | –               | 2016       | [ 34 ] |
| Glint                     | USA    | –               | 2018       | [ 35 ] |
| Drawbridge                | USA    | –               | 2019       | [ 36 ] |
| Jumprope                  | USA    | –               | 2021       | [ 37 ] |
| Oribi                     | Israel | 80–90 Millionen | 2022       | [ 38 ] |

## Nutzung und Funktionen
Ähnlich wie andere soziale Netzwerke im Internet bietet LinkedIn folgende Funktionen:
- Ein Profil mit Lebenslauf kann in mehreren Sprachen erstellt werden
- Verlinkung auf eine eigene Website
- Neue Kontakte können geknüpft werden
- Möglichkeit, andere Mitglieder zu empfehlen
- Unternehmensprofile erstellen
- Die Suche nach neuen Jobs und die direkte Bewerbung per LinkedIn-Profil
- Mitgliedschaft und Gründung von Themengruppen
- Veröffentlichung eigener Newsletter

## Kontotypen
Bei LinkedIn existieren verschiedene Kontomodelle. Die Freemiumvariante ist der „Basisaccount“. Dieser ist unentgeltlich und enthält:
- Profil erstellen
- Mehrsprachige Profile
- Suche (nach Namen, Vornamen, Unternehmen, Ort, Geotargeting, Position)
- Unternehmensprofil erstellen
- Gruppen beitreten oder gründen
- Netzwerkstatistiken
- Nachrichten (begrenzt auf Kontakte, Gruppenmitglieder, Moderatoren)

Der kostenpflichtige Premiumaccount bietet erweiterte Funktionen:
- Suche nach Job Level, Funktion im Unternehmen, Unternehmensgröße
- Profilorganizer = Möglichkeit, Nichtkontakte in Ordnern zu speichern und kategorisieren
- Erweiterte Netzwerkstatistiken

Ein Recruiteraccount bietet darüber hinaus Lösungen für die Zusammenarbeit im Rahmen des Netzwerks beispielsweise für Projekte. Hierbei wird ein vollständiger CRM-Ansatz verfolgt.

## Kritik

### Nutzung der E-Mail-Accounts von Mitgliedern zum Spamversand
LinkedIn verschickt von den E-Mail-Accounts seiner Mitglieder „Einlade-E-Mails“ an Outlook-Kontakte. Die Zustimmung der Nutzer wird dabei gar nicht oder teils schwer nachvollziehbar eingeholt. Die „Einladungen“ erwecken den Eindruck, dass der E-Mail-Inhaber selbst die Einladung verschickt habe. Wenn darauf keine Antwort erfolgt, wird die Beantwortung mehrmals angemahnt („Sie haben die Einladung von XY noch nicht beantwortet.“)
LinkedIn wurde in den USA wegen des Vorwurfs des Hackens von E-Mail-Accounts und Spammens verklagt. Das Unternehmen argumentierte mit dem Recht auf freie Meinungsäußerung. Außerdem würden die betreffenden Nutzer so bei dem Aufbau eines Netzwerks unterstützt werden.

### Verschiebung von Outlookmails auf LinkedIn-Server
Ende 2013 wurde bekannt, dass die App von LinkedIn die E-Mails der Nutzer abfing und unbemerkt auf LinkedIn-Server verschob und sich damit vollen Zugriff verschaffte. LinkedIn verwendete hierfür Man-in-the-Middle-Angriffe.

### Datenschutz
Die Stiftung Warentest kritisierte 2010, dass einerseits die Rechte der Nutzer eingeschränkt, dem Netzwerk andererseits weitreichende Rechte eingeräumt würden. Dies sei ein ungerechtfertigtes Ungleichgewicht. Auf Forderungen der Verbraucherschutzzentrale reagierte LinkedIn nicht.
Die irische Datenschutzkommission DPC hat 2024 ein Bußgeld in Höhe von 310 Millionen Euro über LinkedIn verhängt, weil nach Einschätzung der Behörde die Werbepraktiken des Businessnetzwerks gegen die Datenschutzgrundverordnung verstoßen.

### Belästigung und Hetze
Neben berufs- und karrierebezogenen Nachrichten und Kommentaren finden auf der Plattform zunehmend auch Avancen statt, die als Belästigung gelten. Darüber hinaus finden sich vermehrt strafrechtlich relevante Inhalte.
Anders als andere soziale Plattformen fällt die Plattform rechtlich nicht unter das Netzwerkdurchsetzungsgesetz (NetzDG), das Betreiber unter anderem dazu verpflichtet, strafbare Inhalte innerhalb von 24 Stunden zu entfernen.

### Sicherheit der Plattform
Im Juni 2012 wurde bekannt, dass ein russischer Hacker nach einem Angriff auf die Server von LinkedIn die Passwörter von 6,5 Millionen LinkedIn-Mitgliedern im Internet veröffentlicht hat. Der Datendiebstahl wurde am folgenden Tag von LinkedIn bestätigt. Laut Sophos sind die Passwörter nur einfach verschlüsselt, so dass eine Entschlüsselung leicht sei.
Da LinkedIn die Authentifizierungstoken unverschlüsselt überträgt, sind Accounts angreifbar und leicht zu übernehmen.
Im Mai 2016 wurde zudem bekannt, dass bei dem 2012 erfolgten Angriff mehr als 100 Millionen Passwörter und E-Mail-Adressen gestohlen wurden. Ein Hauptverdächtiger wurde am 5. Oktober 2016 in Tschechien festgenommen.

### Zensur und Blockaden
China
Um den chinesischen Gesetzen zu entsprechen, zensiert LinkedIn weltweit seinen Auftritt. 2014 gestand das Unternehmen zum Beispiel, sämtliche Diskussionen zum Tian’anmen-Massaker zu unterdrücken. Nachdem LinkedIn zunächst erklärte, dass die Zensur außerhalb Chinas versehentlich stattfand, erklärte das Unternehmen später, dass die weltweite Zensur „zum Schutz chinesischer Bürger“ durchgesetzt werde.
Russland
Im November 2016 hatte Russland angekündigt, das Netzwerk im eigenen Land zu sperren, da es „verbotenerweise Daten russischer Nutzer auf Servern im Ausland“ speichere. Das zitierte Gesetz war dort seit 2014 in Kraft. Die Nowaja gaseta schrieb jedoch im April 2018, die Blockade werde von vielen Benutzern umgangen.

### Gefälschte Profile zur Anwerbung von Spitzeln
Im Dezember 2017 wurde bekannt, dass der chinesische Geheimdienst LinkedIn mit gefälschten Profilen füttert, um auf diesem Weg Spitzel anzuwerben.